# Beggin'
Beggin' is een nummer van The Four Seasons uit 1967. Veel artiesten brachten covers van het nummer uit.

## The Four Seasons
Beggin’ van The Four Seasons werd uitgebracht als tweede single van hun album New Gold Hits. In de Verenigde Staten behaalde het nummer de zestiende positie in de Billboard Hot 100, als solo opname van Frankie Valli, de zanger van de groep. Het nummer stamt dan ook uit de tijd dat Valli zich steeds meer op solowerk ging richten. De versie van The Four Seasons werd nergens een hit.

### Coverversies
In 1968 werd Beggin' al gecoverd door de Britse band Timebox. Zij scoorden er in hun thuisland een kleine hit mee. In 2007 nam de Franse Pilooski een versie op, een remix van het origineel, zonder nieuwe instrumentatie en zang. De toevoegingen bestaan onder meer uit het gebruik van een echo en polarisatie. In 2008 plaatste de Britse groep The Saturdays het nummer als B-kant op hun single Issues. Deze single werd ook gecoverd door Måneskin in 2017.

## Madcon
Beggin is een single van het Noorse hiphopduo Madcon. Hun versie van het nummer werd een nummer 1-hit in Noorwegen in 2007. Vanwege het succes aldaar werd het nummer in geheel Europa uitgebracht, in 2008 werd het nummer een hit in onder meer België en het Verenigd Koninkrijk. In Nederland kwam het nummer pas in 2009 onder de aandacht, toen Radio 538 het verkoos tot Alarmschijf.
In de versie van Madcon is het nummer geheel aangepast.  Madcon verzorgt de zang en de instrumentatie is toegevoegd door het productieteam 3Elementz. Het nummer werd de best verkochte single in Noorwegen in 2007, waar het de "Spellemannprisen Award" voor kreeg. 

### Tracklist
Cd-single
1. "Beggin'" (original version) - 03:38
2. "Beggin'" (demolition disco remix) - 05:41

Cd maxi
1. "Beggin'" (original version) - 03:38
2. "Beggin'" (phreak inc. remix) - 04:11
3. "Beggin'" (demolition disco remix) - 05:41
4. "Beggin'" (DJ Size Rocfam remix) - 03:09
5. "Beggin'" (video)

Download
1. "Beggin'" (original version) - 03:38

### Hitnoteringen

#### Nederlandse Top 40
| Hitnotering: 25-04-2009 t/m 05-09-2009 | Hitnotering: 25-04-2009 t/m 05-09-2009 | Hitnotering: 25-04-2009 t/m 05-09-2009 | Hitnotering: 25-04-2009 t/m 05-09-2009 | Hitnotering: 25-04-2009 t/m 05-09-2009 | Hitnotering: 25-04-2009 t/m 05-09-2009 | Hitnotering: 25-04-2009 t/m 05-09-2009 | Hitnotering: 25-04-2009 t/m 05-09-2009 | Hitnotering: 25-04-2009 t/m 05-09-2009 | Hitnotering: 25-04-2009 t/m 05-09-2009 | Hitnotering: 25-04-2009 t/m 05-09-2009 | Hitnotering: 25-04-2009 t/m 05-09-2009 | Hitnotering: 25-04-2009 t/m 05-09-2009 | Hitnotering: 25-04-2009 t/m 05-09-2009 | Hitnotering: 25-04-2009 t/m 05-09-2009 | Hitnotering: 25-04-2009 t/m 05-09-2009 | Hitnotering: 25-04-2009 t/m 05-09-2009 | Hitnotering: 25-04-2009 t/m 05-09-2009 | Hitnotering: 25-04-2009 t/m 05-09-2009 | Hitnotering: 25-04-2009 t/m 05-09-2009 | Hitnotering: 25-04-2009 t/m 05-09-2009 | Hitnotering: 25-04-2009 t/m 05-09-2009 |
| Week:                                  | 1                                      | 2                                      | 3                                      | 4                                      | 5                                      | 6                                      | 7                                      | 8                                      | 9                                      | 10                                     | 11                                     | 12                                     | 13                                     | 14                                     | 15                                     | 16                                     | 17                                     | 18                                     | 19                                     | 20                                     |                                        |
| -------------------------------------- | -------------------------------------- | -------------------------------------- | -------------------------------------- | -------------------------------------- | -------------------------------------- | -------------------------------------- | -------------------------------------- | -------------------------------------- | -------------------------------------- | -------------------------------------- | -------------------------------------- | -------------------------------------- | -------------------------------------- | -------------------------------------- | -------------------------------------- | -------------------------------------- | -------------------------------------- | -------------------------------------- | -------------------------------------- | -------------------------------------- | -------------------------------------- |
| Positie:                               | 16                                     | 6                                      | 2                                      | 2                                      | 2                                      | 2                                      | 2                                      | 2                                      | 1                                      | 1                                      | 3                                      | 3                                      | 4                                      | 9                                      | 9                                      | 9                                      | 13                                     | 15                                     | 27                                     | 36                                     | uit                                    |

#### NederlandseSingle Top 100
| Hitnotering: (Week 1 t/m 3) 31-05-2008 t/m 14-06-2008 Hitnotering: (Week 4 t/m 33) 11-04-2009 t/m 31-10-2009 | Hitnotering: (Week 1 t/m 3) 31-05-2008 t/m 14-06-2008 Hitnotering: (Week 4 t/m 33) 11-04-2009 t/m 31-10-2009 | Hitnotering: (Week 1 t/m 3) 31-05-2008 t/m 14-06-2008 Hitnotering: (Week 4 t/m 33) 11-04-2009 t/m 31-10-2009 | Hitnotering: (Week 1 t/m 3) 31-05-2008 t/m 14-06-2008 Hitnotering: (Week 4 t/m 33) 11-04-2009 t/m 31-10-2009 | Hitnotering: (Week 1 t/m 3) 31-05-2008 t/m 14-06-2008 Hitnotering: (Week 4 t/m 33) 11-04-2009 t/m 31-10-2009 | Hitnotering: (Week 1 t/m 3) 31-05-2008 t/m 14-06-2008 Hitnotering: (Week 4 t/m 33) 11-04-2009 t/m 31-10-2009 | Hitnotering: (Week 1 t/m 3) 31-05-2008 t/m 14-06-2008 Hitnotering: (Week 4 t/m 33) 11-04-2009 t/m 31-10-2009 | Hitnotering: (Week 1 t/m 3) 31-05-2008 t/m 14-06-2008 Hitnotering: (Week 4 t/m 33) 11-04-2009 t/m 31-10-2009 | Hitnotering: (Week 1 t/m 3) 31-05-2008 t/m 14-06-2008 Hitnotering: (Week 4 t/m 33) 11-04-2009 t/m 31-10-2009 | Hitnotering: (Week 1 t/m 3) 31-05-2008 t/m 14-06-2008 Hitnotering: (Week 4 t/m 33) 11-04-2009 t/m 31-10-2009 | Hitnotering: (Week 1 t/m 3) 31-05-2008 t/m 14-06-2008 Hitnotering: (Week 4 t/m 33) 11-04-2009 t/m 31-10-2009 | Hitnotering: (Week 1 t/m 3) 31-05-2008 t/m 14-06-2008 Hitnotering: (Week 4 t/m 33) 11-04-2009 t/m 31-10-2009 | Hitnotering: (Week 1 t/m 3) 31-05-2008 t/m 14-06-2008 Hitnotering: (Week 4 t/m 33) 11-04-2009 t/m 31-10-2009 | Hitnotering: (Week 1 t/m 3) 31-05-2008 t/m 14-06-2008 Hitnotering: (Week 4 t/m 33) 11-04-2009 t/m 31-10-2009 | Hitnotering: (Week 1 t/m 3) 31-05-2008 t/m 14-06-2008 Hitnotering: (Week 4 t/m 33) 11-04-2009 t/m 31-10-2009 | Hitnotering: (Week 1 t/m 3) 31-05-2008 t/m 14-06-2008 Hitnotering: (Week 4 t/m 33) 11-04-2009 t/m 31-10-2009 | Hitnotering: (Week 1 t/m 3) 31-05-2008 t/m 14-06-2008 Hitnotering: (Week 4 t/m 33) 11-04-2009 t/m 31-10-2009 | Hitnotering: (Week 1 t/m 3) 31-05-2008 t/m 14-06-2008 Hitnotering: (Week 4 t/m 33) 11-04-2009 t/m 31-10-2009 | Hitnotering: (Week 1 t/m 3) 31-05-2008 t/m 14-06-2008 Hitnotering: (Week 4 t/m 33) 11-04-2009 t/m 31-10-2009 |
| Week: | 1 | 2 | 3 | | 4 | 5 | 6 | 7 | 8 | 9 | 10 | 11 | 12 | 13 | 14 | 15 | 16 | 17 |
| --- | --- | --- | --- | --- | --- | --- | --- | --- | --- | --- | --- | --- | --- | --- | --- | --- | --- | --- |
| Positie: | 85 | 92 | 62 | uit | 41 | 15 | 5 | 3 | 1 | 2 | 3 | 4 | 3 | 3 | 2 | 3 | 8 | 8 |
| Week: | 18 | 19 | 20 | 21 | 22 | 23 | 24 | 25 | 26 | 27 | 28 | 29 | 30 | 31 | 32 | 33 | | |
| Positie: | 8 | 11 | 12 | 31 | 31 | 50 | 46 | 53 | 38 | 44 | 70 | 65 | 43 | 65 | 72 | 97 | uit | |

### VlaamseUltratop 50
| Hitnotering: 21-06-2008 t/m 06-12-2008 | Hitnotering: 21-06-2008 t/m 06-12-2008 | Hitnotering: 21-06-2008 t/m 06-12-2008 | Hitnotering: 21-06-2008 t/m 06-12-2008 | Hitnotering: 21-06-2008 t/m 06-12-2008 | Hitnotering: 21-06-2008 t/m 06-12-2008 | Hitnotering: 21-06-2008 t/m 06-12-2008 | Hitnotering: 21-06-2008 t/m 06-12-2008 | Hitnotering: 21-06-2008 t/m 06-12-2008 | Hitnotering: 21-06-2008 t/m 06-12-2008 | Hitnotering: 21-06-2008 t/m 06-12-2008 | Hitnotering: 21-06-2008 t/m 06-12-2008 | Hitnotering: 21-06-2008 t/m 06-12-2008 | Hitnotering: 21-06-2008 t/m 06-12-2008 |
| Week:                                  | 1                                      | 2                                      | 3                                      | 4                                      | 5                                      | 6                                      | 7                                      | 8                                      | 9                                      | 10                                     | 11                                     | 12                                     | 13                                     |
| -------------------------------------- | -------------------------------------- | -------------------------------------- | -------------------------------------- | -------------------------------------- | -------------------------------------- | -------------------------------------- | -------------------------------------- | -------------------------------------- | -------------------------------------- | -------------------------------------- | -------------------------------------- | -------------------------------------- | -------------------------------------- |
| Positie:                               | 34                                     | 40                                     | 35                                     | 24                                     | 27                                     | 27                                     | 30                                     | 36                                     | 37                                     | 34                                     | 38                                     | 34                                     | 29                                     |
| Week:                                  | 14                                     | 15                                     | 16                                     | 17                                     | 18                                     | 19                                     | 20                                     | 21                                     | 22                                     | 23                                     | 24                                     | 25                                     |                                        |
| Positie:                               | 33                                     | 39                                     | 29                                     | 23                                     | 26                                     | 20                                     | 20                                     | 22                                     | 24                                     | 28                                     | 35                                     | 50                                     | uit                                    |

## Sandra van Nieuwland
In de derde liveshow van het derde seizoen van The voice of Holland zong Sandra van Nieuwland op 23 november 2012 haar versie van het nummer Beggin'. Het nummer was na de uitzending gelijk verkrijgbaar als muziekdownload en kwam een week later op nummer 1 binnen in de Nederlandse Single Top 100 en stootte haar vorige single Keep your head up van de eerste plaats. Het werd Van Nieuwlands derde nummer 1-hit in de Single Top 100.

### Hitnoteringen

#### Nederlandse Top 40
| Hitnotering: 01-12-2012 t/m 12-01-2013 | Hitnotering: 01-12-2012 t/m 12-01-2013 | Hitnotering: 01-12-2012 t/m 12-01-2013 | Hitnotering: 01-12-2012 t/m 12-01-2013 | Hitnotering: 01-12-2012 t/m 12-01-2013 | Hitnotering: 01-12-2012 t/m 12-01-2013 | Hitnotering: 01-12-2012 t/m 12-01-2013 | Hitnotering: 01-12-2012 t/m 12-01-2013 |
| Week:                                  | 1                                      | 2                                      | 3                                      | 4                                      | 5                                      | 6                                      |                                        |
| -------------------------------------- | -------------------------------------- | -------------------------------------- | -------------------------------------- | -------------------------------------- | -------------------------------------- | -------------------------------------- | -------------------------------------- |
| Positie:                               | 19                                     | 4                                      | 17                                     | 12                                     | 17                                     | 29                                     | uit                                    |

#### NederlandseSingle Top 100
| Hitnotering: 01-12-2012 t/m 02-02-2013 | Hitnotering: 01-12-2012 t/m 02-02-2013 | Hitnotering: 01-12-2012 t/m 02-02-2013 | Hitnotering: 01-12-2012 t/m 02-02-2013 | Hitnotering: 01-12-2012 t/m 02-02-2013 | Hitnotering: 01-12-2012 t/m 02-02-2013 | Hitnotering: 01-12-2012 t/m 02-02-2013 | Hitnotering: 01-12-2012 t/m 02-02-2013 | Hitnotering: 01-12-2012 t/m 02-02-2013 | Hitnotering: 01-12-2012 t/m 02-02-2013 | Hitnotering: 01-12-2012 t/m 02-02-2013 | Hitnotering: 01-12-2012 t/m 02-02-2013 |
| Week:                                  | 1                                      | 2                                      | 3                                      | 4                                      | 5                                      | 6                                      | 7                                      | 8                                      | 9                                      | 10                                     |                                        |
| -------------------------------------- | -------------------------------------- | -------------------------------------- | -------------------------------------- | -------------------------------------- | -------------------------------------- | -------------------------------------- | -------------------------------------- | -------------------------------------- | -------------------------------------- | -------------------------------------- | -------------------------------------- |
| Positie:                               | 1                                      | 4                                      | 6                                      | 14                                     | 22                                     | 29                                     | 52                                     | 81                                     | 94                                     | 99                                     | uit                                    |